# Кундзич, Алексей Леонардович
Алексей Леонардович Кундзич (укр. Олексій Леонардович Кундзіч, 22 апреля 1904, с. Павловка, Подольская губерния — 20 июня 1964, Ялта) — украинский советский писатель и переводчик.

## Биография
Родился в крестьянской семье. После окончания винницких высших педагогических курсов, в 1921 поступил в институт народного образования в Каменце-Подольском. В 1926 окончил Харьковский институт народного образования (теперь Харьковский национальный университет).
Один из организаторов комсомольского литературного объединения «Молодняк». С 1929 — член литературного объединения «Пролитфронт», член ВУСПП.
В 1920—1930 гг. работал в области литературного перевода и критики, публицистики. Теоретик художественного перевода.
Участник Великой Отечественной войны. В 1941 ушёл добровольцем на фронт.
Жил в Киеве. Умер в 1964. Похоронен на Байковом кладбище.

## Творчество
Дебютировал в 1926 небольшим сборником рассказов «Красной дорогой» (Червоною дорогою), посвященных деревне в первые годы после гражданской войны. В 1928 перешëл от сельской тематики к городской. Объектом его произведений становится студенчество, городской комсомол, остатки бывшей аристократии и интеллигенции «из категории бывших» (сборник новелл «В ущельях республики»).
Автор сборников рассказов и новелл «В ущелинах республіки» (1928), «Партизани» (1931), «Фініш» (1933), повестей «Кола йде до Коломиї» (1941), социально-психологических романов «Де факто» из жизни комсомола и «Оккупант» (оба — 1930).
Произведения военных лет объединены в книгах «Сила гнева» (1942), «Дорога на Кременец» (1946).
После войны писал на производственные темы («Заводская тетрадь», 1948).

## Избранная библиография
- «Де факто» (1930);
- «Оккупант» (1930);
- Повістi и новели, К., 1938;
- Дieзи в ключi, К., 1956;
- Шум часу. Повістi й оповідання, К., 1967;
- Гуцул, М., 1949;
- У великих истоков. К., 1951;
- Родичи. Повести и рассказы, М., 1970;
- Произведения (в 2-х т. 1985) и др.

Принимал участие в подготовке «Украинско-русского словаря» (т. 1-6, 1953—1963).
Основные труды по вопросам языковой культуры и теории литературного перевода:
- «Перевод и литературный язык»,
- «Некоторые вопросы перевода произведений Л. Н. Толстого»,
- «Вопрос остается актуальными» и другие.

Посмертно вышли сборники литературно-критических работ А. Кундзича:
- «Диез в ключе!» (1965),
- «Слово и образ» (1966),
- «Творческие проблемы перевода» (1973).

Перевел на украинский язык роман «Война и мир» Льва Толстого, отдельные произведения М. Лермонтова, М. Горького, «Русский лес» Л. Леонова и другие.